# 塞拉瓦莱兰盖
塞拉瓦莱兰盖（義大利語：Serravalle Langhe），是意大利库内奥省的一个市镇。总面积9平方公里，人口338人，人口密度37.6人/平方公里（2009年）。ISTAT代码为004219。